# Pseudagriotes
Pseudagriotes là một chi bọ cánh cứng trong họ 
Elateridae.
Chi này được miêu tả khoa học năm 1896 bởi Schwarz.

## Các loài
Chi này có các loài:
- Pseudagriotes holtzi Schwarz, 1896